# Cryptolepis ruspolii
Cryptolepis ruspolii là một loài thực vật có hoa trong họ La bố ma. Loài này được Chiov. mô tả khoa học đầu tiên năm 1929.